# 斯拉夫人堤岸

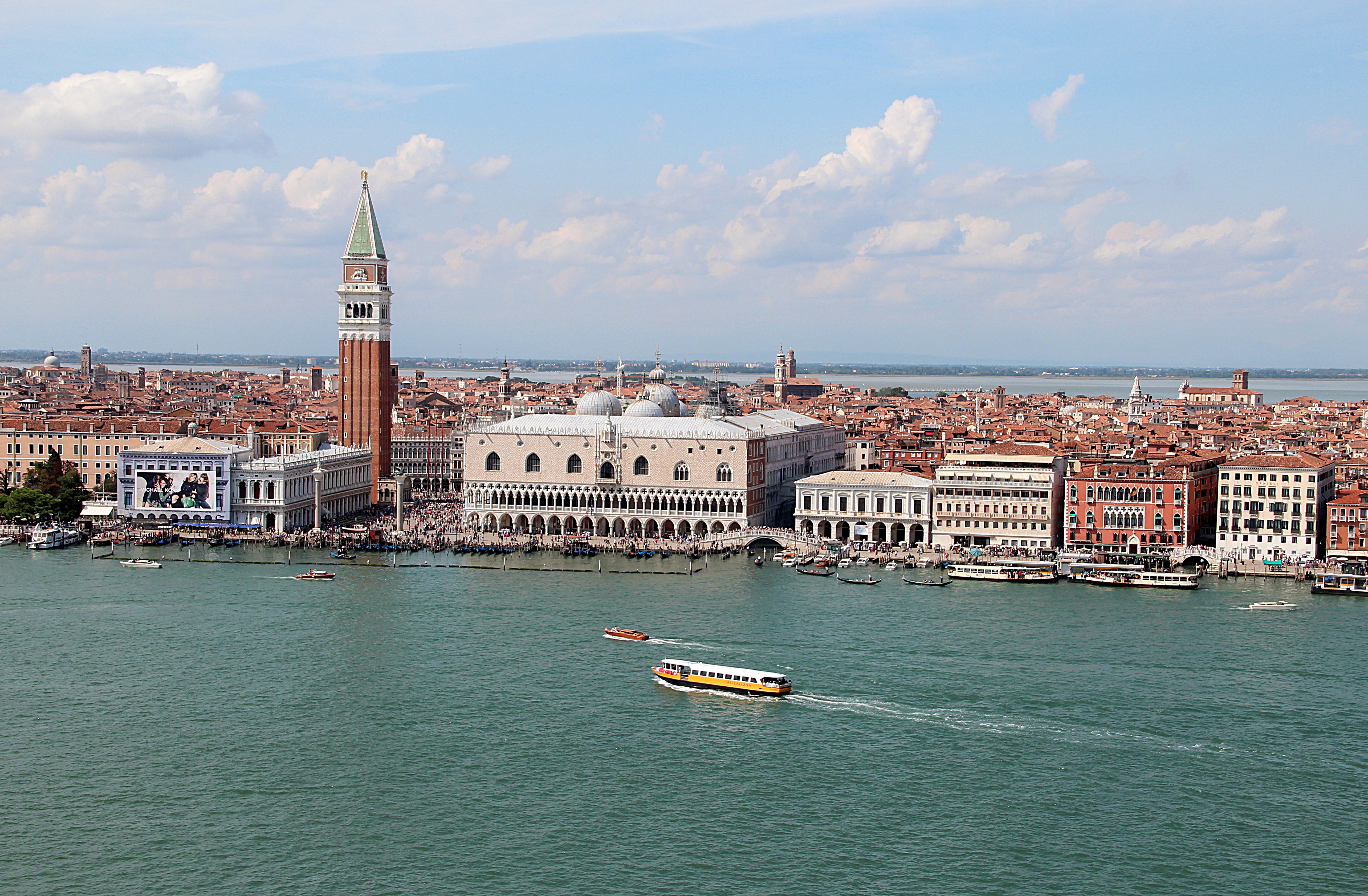
Riva degli Schiavoni的全景

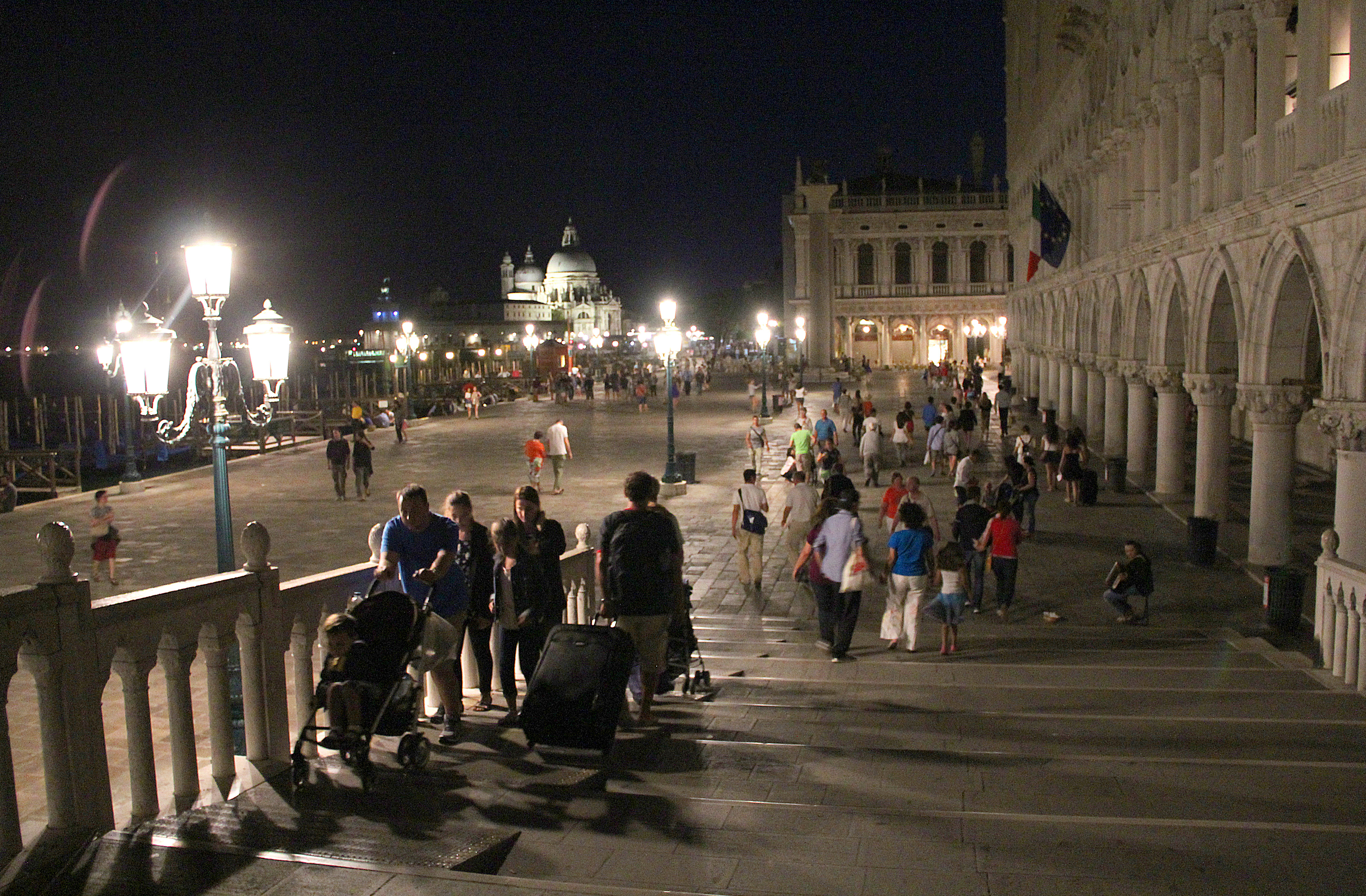
Riva degli Schiavoni和Molo在夜間看到

斯拉夫人堤岸（Riva degli Schiavoni）是威尼斯的一段堤岸，位于威尼斯，沿着圣马可水道（Bacino di San Marco）延伸，西起总督宫旁宫殿河（rio di Palazzo）上的麦杆桥，东到Rio di Ca' di Dio。
这段河岸得名于在威尼斯共和国时期来自达尔马提亚的商人，他们在此停靠商船，建立自己的市场摊位。这段堤岸是威尼斯的贸易港口不可分割的一部分，因为靠近威尼斯的政治权力中心圣马可广场，重要性非常可观。